# Одигитриевская церковь (Вязьма)
Церковь Смоленской иконы Божией Матери Одигитрии (Одигитриевская церковь) — православный храм в Иоанно-Предтеченском монастыре города Вязьмы Смоленской области. Построен в середине XVII века в стиле русского узорочья. 

## История
Храм в честь Смоленской иконы Божией Матери Одигитрии был построен в Иоанно-Предтеченском монастыре в Вязьме в XVII веке. Традиционно время постройки относили к 1635—1638 годам. Однако последние исследования говорят в пользу возведения храма в период после 1654 года.
Храм, как и весь монастырь, сильно пострадал во время войны 1812 года, когда церковное имущество было разграблено. Церковь сгорела и оставалась в запустении до 1830-х годов, когда настоятель архимандрит Вениамин на пожертвования прихожан восстановил храм и вновь освятил его в 1837 году. При этом к зданию была пристроена квадратная в плане трапезная.
В 1912 году Пётр Барановский произвёл обмеры и исследования храма, что позволило в 1960—1980-х годах провести консервацию, а затем реставрацию церкви.
В 1918 году монастырь был закрыт, но церковь продолжала действовать как приходская до 1930 года, когда была отобрана у верующих. Весь монастырь был передан спичечной фабрике.
Во время Великой Отечественной войны все постройки монастыря сильно пострадали. В 1946 году трапезная церкви отдана городскому архиву. С начала 1960-х годов под руководством Барановского начата реставрация храма, которая продолжилась до XXI века. В 2017-м году на здании установлена памятная доска в честь Петра Барановского.
Храмы монастыря были возвращены Русской православной церкви 26 мая 1989 года. Северный придел церкви освящён в 2009 году, а главный престол — в 2012 году.

## Архитектура и убранство

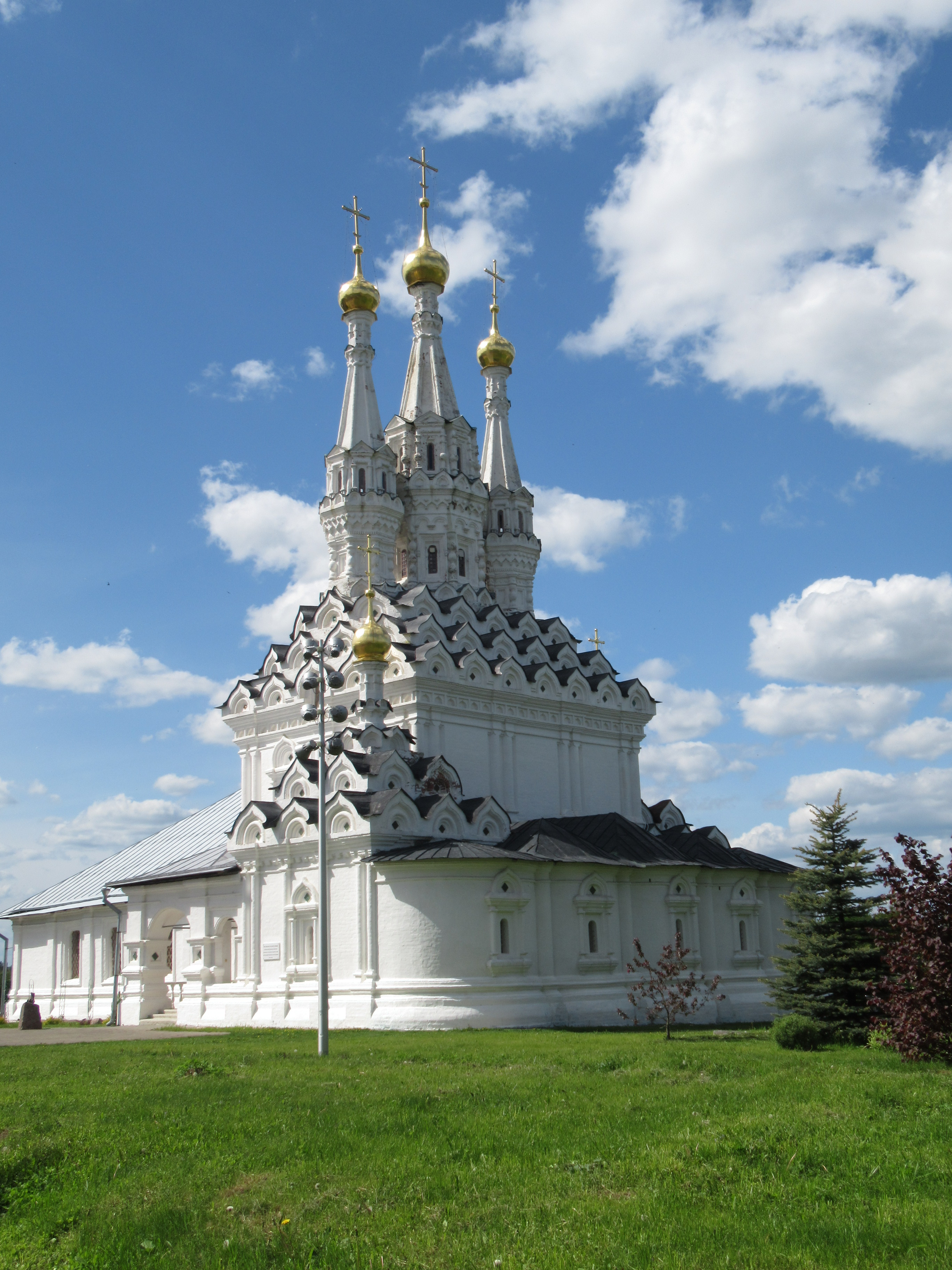

Храм построен в традициях узорочья, характерных для эпохи Алексея Михайловича. Это один из немногих сохранившихся трёхшатровых храмов XVII века.
Три шатра опираются на восьмигранные барабаны, обильно украшенные каменной резьбой. Световой барабан центрального шатра открыт во внутреннее пространство. Два глухих боковых барабана выполняют декоративную функцию. Вытянутый в направлении север-юг бесстолпный основной объём храма соединяется с квадратной в плане трапезной, пристроенной в XIX веке с запада. С севера и юга к основному объёму примыкают два придела. Две из пяти апсид открываются в приделы, а три — в основное пространство церкви.
Декоративное убранство храма, насыщенное многочисленными мелкими деталями, характерно для архитектуры московского узорочья середины XVII века. Фасады членятся сдвоенными полуколонками с базами и капителями. Плоскости стен завершаются антаблементом из архитрава, фриза, составленного из ширинок с каплевидными нишками, и карниза. Своды храма и приделов украшены трёхрядными горками килевидных кокошников.